# Blastophaga
Blastophaga Gravenhorst, 1829, è un genere di insetti imenotteri della famiglia Agaonidae. Fa parte di questo genere Blastophaga psenes, la specie più conosciuta delle Agaonidae, nota per il fatto di essere l'imenottero impollinatore del fico comune (Ficus carica).

## Tassonomia
Il genere comprende le seguenti specie:
- Blastophaga breviventris Mayr, 1885
- Blastophaga glabellae Hoffmeyer, 1932
- Blastophaga mayeri Mayr, 1885
- Blastophaga nipponica Grandi, 1921
- Blastophaga pedunculosae Chen & Chou, 1997
- Blastophaga psenes (Linnaeus, 1758)
- Blastophaga quadrupes Mayr, 1885
- Blastophaga silvestriana Grandi, 1929
- Blastophaga taiwanensis Chen & Chou, 1997
- Blastophaga tannoensis Chen & Chou, 1997
- Blastophaga yeni Chen & Chou, 1997